# Busko-Zdrój
Busko-Zdrój ( udtale) er en by i Polen, i voivodskabet świętokrzyskie . Indbyggertallet i byen var i 2004 17.363.
Byens historie går tilbage til det 1100-tallet, da en boplads af hyrder opstod omkring områdets kirke.